# Cedecea
Cedecea és un gènere de bacteris extremament rars de la família de les enterobacteriàcies.